# Свещен скарабей
Свещеният скарабей (Scarabaeus sacer) е вид едро насекомо (дължина до 2,5 cm), принадлежащ към разред Твърдокрили (Coleoptera) и е един от символите на древен Египет.
Среща се на най-различни места – пустини, гори, полета и други. Храни се главно с тор, но понякога и с листа, гъби или плодове.
В Древен Египет скарабеите са приемани за генератор на силна положителна енергия. Египтяните смятат, че дори само техният символичен образ, който се среща доста често като мотив в древноегипетското изкуство, лекува и пази. Той е смятан за символ на здравето и закрилата на висшите сили, символизира живота, а заедно с Анх и Всевиждащото око, изобразява безсмъртието.
Често скарабеят търкаля топче от тор и това дава повод на древните египтяни да си представят, че по същия начин Амон-Ра, Богът-Слънце, се придвижва по дневния небосвод. По-късно по тази причина скарабеят става един от многото символи на слънчевия бог. Скарабеи, изработени от лазурит или тюркоаз, служат за талисмани, както на живите, така и на починалите – скарабеят е поставян като амулет между листовете платно, с което обвиват мумията на починалия.